# 11 (album, Bryan Adams)
11 je jedenácté studiové album kanadského rockového hudebníka Bryana Adamse. Vydáno bylo 17. března 2008 prostřednictvím vydavatelství Polydor Records. Podobně jako na předchozích albech se Adams textově věnuje lásce, romantice a vztahům. Alba se po celém světě prodalo přibližně kolem půl milionu kopií, což je v porovnání s prodeji předchozích desek méně.

## Seznam skladeb
| Pořadí         | Název                             | Autor                                      | Délka |
| -------------- | --------------------------------- | ------------------------------------------ | ----- |
| 1.             | Tonight We Have the Stars         | Bryan Adams, Jim Vallance, Gretchen Peters | 4:05  |
| 2.             | I Thought I'd Seen Everything     | Adams, Eliot Kennedy, Robert John Lange    | 5:07  |
| 3.             | I Ain't Losin' the Fight          | Adams, Kennedy, Lange                      | 3:56  |
| 4.             | Oxygen                            | Adams, Kennedy, Lange                      | 3:35  |
| 5.             | We Found What We Were Looking For | Adams, Lange, Trevor Rabin                 | 3:38  |
| 6.             | Broken Wings                      | Adams, Kennedy                             | 3:37  |
| 7.             | Somethin' to Believe In           | Adams, Kennedy                             | 4:01  |
| 8.             | Mysterious Ways                   | Adams, Peters                              | 4:28  |
| 9.             | She's Got a Way                   | Adams, Kennedy                             | 4:41  |
| 10.            | Flower Grown Wild                 | Adams, Vallance, Peters                    | 3:53  |
| 11.            | Walk on By                        | Adams, Vallance                            | 2:53  |
| Celková délka: | Celková délka:                    | Celková délka:                             | 47:12 |

## Obsazení
- Bryan Adams – kytara, piano, basová kytara
- Keith Scott – kytara
- Mickey Curry – bicí
- Norm Fisher – basová kytara
- Gary Breit – piano, varhany
- Colin Cripps – kytara, doprovodný zpěv
- Eliot Kennedy – basová kytara, piano, doprovodný zpěv
- Robert John Lange – basová kytara
- Pat Steward – bicí
- Jim Vallance – bicí
- Máire Breatnach – housle, viola

Technická podpora
- Robert John Lange – produkce
- Bob Clearmountain – mix